# Вологі листяні ліси Південно-Західних Гат
Вологі листяні ліси Південно-Західних Гат (ідентифікатор WWF: IM0150) — індомалайський екорегіон тропічних та субтропічних вологих широколистяних лісів, розташований на південному заході Індії.

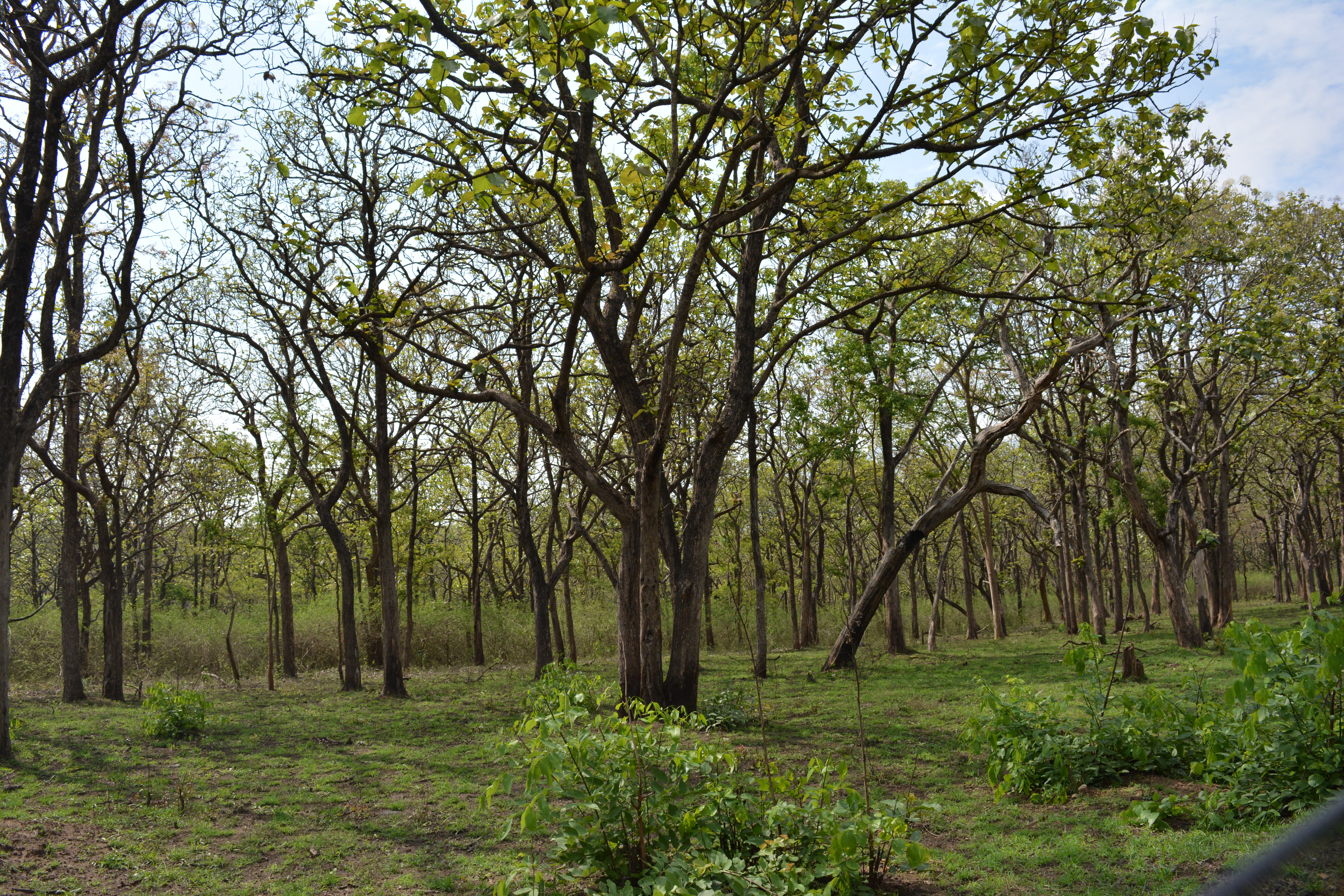
Ландшафт Національного парку Бандіпур

## Географія
Екорегіон вологих листяних лісів Південно-Західних Гат охоплює західні та східні схили південної частини Західних Гат, зокрема гір Агастьямалай та Анаймалай, а також східні схили гір Нілґірі та Палані. Він простягається на територіях індійських штатів Керала, Карнатака та Тамілнад, на висоті від 250 до 1000 м над рівнем моря. На висоті понад 1000 м над рівнем моря екорегіон переходить у гірські дощові ліси Південно-Західних Гат. На захід від екорегіону поширені вологі ліси Малабарського узбережжя, а на сході, у дощовій тіні Західних Гат, — сухі листяні ліси Південного Декану.

## Клімат
В межах екорегіону переважає вологий і спекотний тропічний клімат. Високі Західні Гати перехоплюють вологу південно-західних мусонів, які дмуть з червня по вересень. В цей період випадає від 65 до 80 % від річної кількості опадів. Таким чином, на західних схилах Західних Гат середньорічна кількість опадів може досягати 2000-3000 мм, а на східних схилах — лише 1000-2000 мм. Середні температури в екорегіоні є нижчими, ніж на навколишніх рівнинах, і знижуються зі збільшенням висоти.

## Флора
Основними рослинними угрупованнями екорегіону є вологі листяні ліси, дерева в яких скидають листя під час сухого сезону. Серед поширених в лісах регіону дерев слід відзначити серцелисту адіну (Adina cordifolia), чорний сіріс (Albizia odoratissima), білий сіріс (Albizia procera), диявольське дерево (Alstonia scholaris), малабарське бавовняне дерево (Bombax ceiba), індійське червоне дерево (Toona ciliata), широколисту дальбергію (Dalbergia latifolia), липолисту гревію (Grewia tiliifolia), індійський в'яз (Holoptelea integrifolia), високий гіменодіктіон (Hymenodictyon orixense), дрібноцвіту лагерстромію (Lagerstroemia parviflora), гарну лагерстромію (Lagerstroemia speciosa), індійський ясен (Lannea coromandelica), оксамитовий міліус (Miliusa velutina), сумчастий птерокарпус (Pterocarpus marsupium), дерево кусум (Schleichera oleosa), свинячу сливу (Spondias pinnata), деревоплідний радермахер (Radermachera xylocarpa), тикове дерево (Tectona grandis), дерево бахеда (Terminalia bellirica), волотисту терміналію (Terminalia paniculata), еліптичну терміналію (Terminalia elliptica), павичеве дерево (Vitex altissima), деревоплідну ксилію (Xylia xylocarpa) та сизуватий махілус (Machilus glaucescens).

## Фауна
В межах екорегіону зустрічається близько 90 видів ссавців. Серед рідкісних великих ссавців, поширених в регіоні, слід відзначити бенгальського тигра (Panthera tigris tigris), індійського слона (Elephas maximus), гаура (Bos gaurus), нільгирійського лутунга (Semnopithecus johnii), гірського куона (Cuon alpinus) та ведмедя-губача (Melursus ursinus). Серед більш дрібних ссавців слід відзначити рідкісних бурого мусанга (Paradoxurus jerdoni), сірого стрункого лорі (Loris lydekkerianus), великохвосту велетенську білку (Ratufa macroura) та індійську велетенську білку (Ratufa indica). Нільгирійські лангури, бурі мусанги та великоплямисті цивети (Viverra civettina) є майже ендемічними представниками екорегіону. Їх ареал також охоплює високогір'я Західних Гат та малабарські прибережні ліси. Іншими ендемічними представниками екорегіону є тамільські сункуси (Suncus dayi), які також зустрічаються в прибережних лісах.
В межах екорегіону зустрічається 322 види птахів. Серед поширених в регіоні птахів слід відзначити майже ендемічних нільгирійських голубів (Columba elphinstonii), малабарських токо (Ocyceros griseus), західних бородастиків (Psilopogon malabaricus), сіроголових бюльбюлів (Brachypodius priocephalus), рудокрилих тимельовців (Pterorhinus delesserti), сіролобих кратероп (Argya subrufa), індійських мухоловок (Ficedula nigrorufa), нільгірійських мухоловок (Eumyias albicaudatus), жовтогорлих бюльбюлів (Pycnonotus xantholaemus) та малабарських папуг (Psittacula columboides).

## Збереження
Оцінка 2017 року показала, що 6645 км², або 28 % екорегіону, є заповідними територіями. Ще близько 50 % екорегіону вкриті лісами, однак перебувають поза межами заповідників. Природоохоронні території включають:
- Національний парк Бандіпур, Карнатака (1110 км²)
- Природний заповідник Білігірі-Ранганатха-Свамі[en], Карнатака (370 км²)
- Природний заповідник Чіннар[en], Керала (50 км²)
- Національний парк Еравікулам[en], Керала (90 км²)
- Тигровий заповідник Анамалай[en], Тамілнад (620 км²)
- Тигровий заповідник Калаккад-Мундантурай[en], Тамілнад (895 км²)
- Тигровий заповідник Шривіллипутур-Мегамалай[en], Тамілнад (310 км²)
- Національний парк Мудумалай[en], Тамілнад 400 км²)
- Національний парк Нагарахол, Карнатака (620 км²)
- Природний заповідник Нейар[en], Керала (128 км²)
- Тигровий заповідник Парамбікулам[en], Керала (285 км²)
- Національний парк Періяр[en], Керала (470 км²)
- Природний заповідник Пеппара[en], Керала (40 км²)
- Природний заповідник Ваянад[en], Керала (430 км²)